# 용당초등학교 (전남)
용당초등학교는 대한민국 전라남도 영암군에 있는 공립 초등학교이다.

## 학교 연혁
- 1949년 9월  1일: 삼호서국민학교(현 삼호중앙초등학교) 용당분교장 개교
- 1950년 3월 15일: 용당국민학교 개교
- 1969년 12월 1일: 가지분교장 개교
- 1981년 1월 24일: 병설유치원 인가
- 1995년 3월  1일: 가지분교장 통폐합
- 1996년 3월  1일: 용당초등학교 개명
- 2019년 9월  1일: 제26대 민남호 교장 부임
- 2021년 1월 11일: 제69회 5명 졸업 (졸업생 누계 3,553명)

## 참고 자료
- 용당초등학교 - 한국교육학술정보원 학교알리미